# Лаврі (Міннесота)
Лаврі (англ. Lowry) — місто (англ. city) в США, в окрузі Поуп штату Міннесота. Населення — 334 особи (2020).

## Географія
Лаврі розташоване за координатами 45°42′18″ пн. ш. 95°31′3″ зх. д. / 45.70500° пн. ш. 95.51750° зх. д. (45.705128, -95.517533).  За даними Бюро перепису населення США в 2010 році місто мало площу 0,96 км², уся площа — суходіл. В 2017 році площа становила 1,19 км², уся площа — суходіл.

## Демографія
Згідно з переписом 2010 року, у місті мешкало 299 осіб у 130 домогосподарствах у складі 83 родин. Густота населення становила 312 особи/км².  Було 141 помешкання (147/км²).
Расовий склад населення:
| - 98,0 % — білих - 0,3 % — вихідців з тихоокеанських островів |

До двох чи більше рас належало 1,7 %. Частка іспаномовних становила 0,3 % від усіх жителів.
За віковим діапазоном населення розподілялося таким чином: 23,4 % — особи молодші 18 років, 60,9 % — особи у віці 18—64 років, 15,7 % — особи у віці 65 років та старші. Медіана віку мешканця становила 35,6 року. На 100 осіб жіночої статі у місті припадало 103,4 чоловіків;  на 100 жінок у віці від 18 років та старших — 92,4 чоловіків також старших 18 років.
Середній дохід на одне домашнє господарство  становив 57 935 доларів США (медіана — 55 500), а середній дохід на одну сім'ю — 75 323 долари (медіана — 71 000). Медіана доходів становила 46 500 доларів для чоловіків та 32 273 долари для жінок. За межею бідності перебувало 9,4 % осіб, у тому числі 15,0 % дітей у віці до 18 років та 13,0 % осіб у віці 65 років та старших.
Цивільне працевлаштоване населення становило 174 особи. Основні галузі зайнятості: виробництво — 30,5 %, освіта, охорона здоров'я та соціальна допомога — 26,4 %, роздрібна торгівля — 13,2 %, оптова торгівля — 6,3 %.